# Epicladonia sandstedei
Epicladonia sandstedei är en lavart som först beskrevs av Friederich Wilhelm Zopf, och fick sitt nu gällande namn av David Leslie Hawksworth 1981. Epicladonia sandstedei ingår i släktet Epicladonia, divisionen sporsäcksvampar och riket svampar.  Arten är reproducerande i Sverige. Inga underarter finns listade i Catalogue of Life.